# (1059) Муссоргския
(1059) Муссоргския (лат. Mussorgskia) — типичный астероид главного пояса, открыт 19 июля 1925 года российским и советским астрономом Владимиром Альбицким в Симеизской обсерватории и в ноябре 1952 года назван в честь русского композитора Модеста Мусоргского.

## Обнаружение и именование
(1059) Муссоргския
Открыт 19 июля 1925 года в Симеизе В. А. Альбицким.
Назван в честь русского композитора Модеста Мусоргского.
Оригинальный текст (англ.)1059 Mussorgskia
Discovered 1925-07-19 by Albitzkij, V. at Simeis.
Named in honor of the Russian composer, Modest Mussorgsky.
Источники: DISCOVERY.DB; M.P.C. 837.

## Орбита

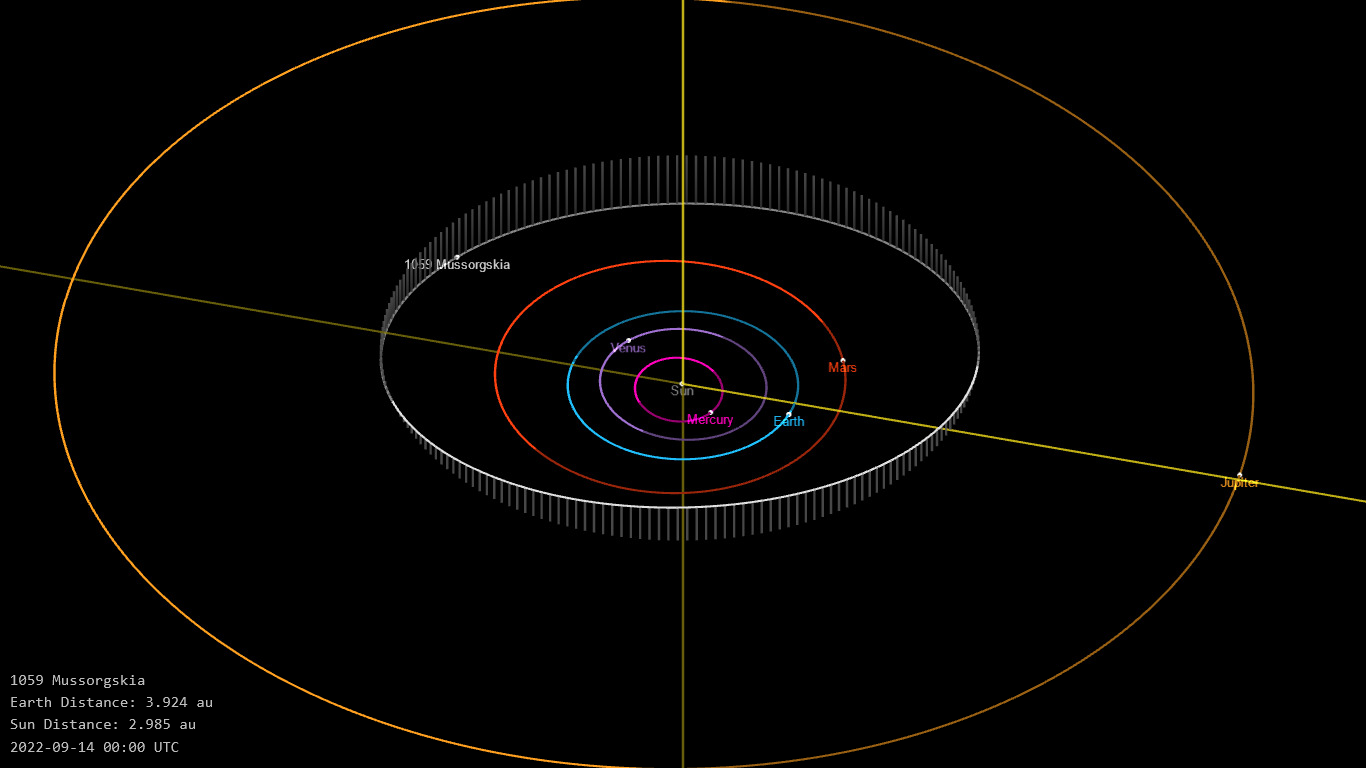
Орбита астероида Муссоргския и его положение в Солнечной системе

## Физические характеристики
Из наблюдений системы телескопов панорамного обзора и быстрого реагирования Pan-STARRS следует, что астероид относится к таксономическому классу X, а из наблюдений наблюдений телескопа VISTA — к классу U.
По результатам наблюдений в видимом и ближнем инфракрасном диапазоне космического телескопа NEOWISE и наблюдений в инфракрасном диапазоне спутника Akari диаметр астероида сначала оценивался равным 30,323±0,250 км и 23,10±0,32 км, позже — 17,54±3,33 км и 25,227±0,139 км. Согласно тем же источникам альбедо оценивается как 0,1010±0,0088, 0,177±0,006, 0,23±0,21 и 0,174±0,026.